# 卢齐兰迪亚
卢齐兰迪亚（葡萄牙語：Luzilândia）是巴西皮奥伊州的一个市镇。总面积704.433平方公里，总人口24257人，人口密度34.4人/平方公里。